# Bas Jacobs (voetballer)
Bas Jacobs (Heerlen, 2 oktober 1979) is een Nederlands oud-voetballer.

## Loopbaan
In de jeugd speelde Jacobs voor RKVV Miranda en VV Chevremont alvorens hij de overstap maakte naar Roda JC. Daar liet trainer Sef Vergoossen hem op 16 september 1999 twee minuten voor tijd debuteren tijdens een UEFA Cup-thuiswedstrijd tegen Sjachtar Donetsk (2-0), als invaller voor Peter Van Houdt. Drie dagen later maakte de jonge linksbuiten ook zijn Eredivisiedebuut als invaller voor Bernard Tchoutang tijdens een met 0-2 verloren thuiswedstrijd tegen sc Heerenveen. Op 3 oktober 1999 scoorde hij zijn eerste Eredivisiegoal, toen hij in een uitwedstrijd bij FC Utrecht zijn ploeg met een rake kopbal in de slotfase de 1-2 overwinning bezorgde. Na tien wedstrijden in het seizoen 1999-2000 in de Eredivisie te hebben gespeeld, werd hij verhuurd aan provinciegenoot VVV. Ook bij de eerstedivisionist leek Jacobs zijn positie niet zeker en hij werd het daaropvolgende seizoen door Roda JC opnieuw verhuurd. Hij vertrok naar België, om daar voor Patro Maasmechelen te gaan spelen. Daar scoorde hij zes keer in 19 wedstrijden. Dat was reden genoeg voor VVV-Venlo om hem terug te halen, waar hij tot een vaste waarde uitgroeide. Zowel in seizoen 2002/03 als in 2003/04 werd hij er clubtopscorer met 16 goals. Na bijna twee seizoenen blessureleed vertrok Jacobs uit Venlo. Na een jaar bij Fortuna Sittard zette hij een punt achter zijn profloopbaan. Vervolgens speelde hij nog een paar jaar bij Laura Hopel Combinatie waar hij daarna trainer werd van het tweede elftal.

## Clubstatistieken
| Seizoen         | Club                 | Competitie      | Competitie | Competitie | Beker | Beker | Overige | Overige | Totaal | Totaal |
| Seizoen         | Club                 | Competitie      | Wed.       | Dlp.       | Wed.  | Dlp.  | Wed.    | Dlp.    | Wed.   | Dlp.   |
| --------------- | -------------------- | --------------- | ---------- | ---------- | ----- | ----- | ------- | ------- | ------ | ------ |
| 1999/00         | Roda JC              | Eredivisie      | 10         | 1          | 0     | 0     | 3       | 0       | 13     | 1      |
| 2000/01         | → VVV                | Eerste divisie  | 14         | 0          | 2     | 0     | —       | —       | 16     | 0      |
| 2001/02         | → Patro Maasmechelen | Tweede klasse   | 19         | 6          | ?     | ?     | ?       | ?       | ??     | ?      |
| 2002/03         | VVV-Venlo            | Eerste divisie  | 31         | 16         | 5     | 1     | —       | —       | 36     | 17     |
| 2003/04         | VVV-Venlo            | Eerste divisie  | 32         | 16         | 1     | 1     | 5       | 2       | 38     | 19     |
| 2004/05         | VVV-Venlo            | Eerste divisie  | 32         | 10         | 2     | 2     | 4       | 1       | 38     | 13     |
| 2005/06         | VVV-Venlo            | Eerste divisie  | 15         | 0          | 2     | 1     | 0       | 0       | 17     | 1      |
| 2006/07         | VVV-Venlo            | Eerste divisie  | 9          | 0          | 0     | 0     | 2       | 0       | 11     | 0      |
| 2007/08         | Fortuna Sittard      | Eerste divisie  | 25         | 4          | 2     | 0     | —       | —       | 27     | 4      |
| Carrière totaal | Carrière totaal      | Carrière totaal | 187        | 53         | ??    | ??    | ??      | ?       | ???    | ??     |